# شاهزاده آندری الکساندروویچ روسیه
شاهزاده آندری الکساندروویچ از روسیه (24 January [سبک قدیمی: 12 January] ۱۸۹۷ - ۸ مه ۱۹۸۱) پسر اول و فرزند دوم گراند دوک الکساندر میخائیلوویچ روسیه و گراند دوشس زنیا الکساندرونا روسیه بود. او همچنین برادرزاده ارشد نیکلاس دوم روسیه، آخرین تزار، بود.
او که در دوران سلطنت عمویش نیکلاس دوم در امپراتوری روسیه متولد و بزرگ شده بود، دوران خدمت نظامی‌اش در نیروی دریایی روسیه و گارد شوالیه‌ها با انقلاب روسیه کوتاه شد. او با فرار به ملک والدینش در کریمه، از سرنوشت بسیاری از بستگانش که توسط بلشویک‌ها کشته شده بودند، جان سالم به در برد. در آنجا به همراه گروه بزرگی از اعضای خانواده‌اش در حصر خانگی بود و پس از چند سال ازدواج کرد.
در دسامبر ۱۹۱۸، او به همراه همسر و پدرش روسیه را ترک کرد. آنها چند سالی در پاریس، فرانسه، که جمعیت زیادی از پناهندگان روسی را در خود جای داده بود، زندگی کردند. سرانجام او در انگلستان در خانه مادرش ساکن شد. همسرش در طول جنگ جهانی دوم، قربانی حمله هوایی لندن، درگذشت. او در سال ۱۹۴۲ دوباره ازدواج کرد. او به خانه پرووندر در فاورشام، کنت، که متعلق به خانواده همسر دومش بود، نقل مکان کرد. الکساندروویچ تا زمان مرگش به عنوان یک ملاک انگلیسی در آنجا آرام زندگی کرد. پسرش، شاهزاده اندرو آندریویچ، تا زمان مرگش در سال ۲۰۲۱ مدعی ریاست خانواده رومانوف بود.

## اوایل زندگی

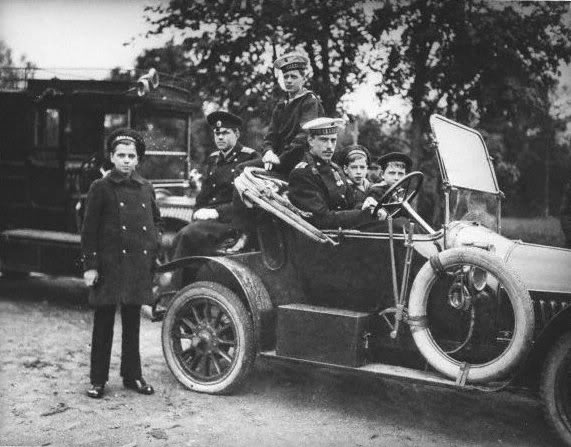
شاهزاده آندری میخائیلوویچ به همراه برادرانش، ۱۹۱۵. از چپ: شاهزاده دیمیتری، شاهزاده فئودور، شاهزاده نیکیتا، شاهزاده آندری سوار بر چرخ، شاهزاده روستیسلاو و شاهزاده واسیلی.

شاهزاده آندری الکساندروویچ در کاخ زمستانی سن پترزبورگ، فرزند دوم و پسر اول گراند دوک الکساندر میخائیلوویچ و گراند دوشس زنیا الکساندرونا از روسیه، متولد شد. اگرچه او از خاندان رومانوف و از طرف مادرش نوه امپراتور الکساندر سوم بود، اما عنوان گراند دوک روسیه را دریافت نکرد زیرا از طرف پدرش نتیجه امپراتور نیکلاس اول در نسل پسر بود. به دلیل اصرار مادربزرگش، ملکه ماریا فئودورونا، در بدو تولد با ۲۱ توپ مورد احترام قرار گرفت (که معمولاً برای گراند دوک‌ها در نظر گرفته می‌شد)، اگرچه او فقط یک شاهزاده روسیه بود (که با ۱۵ توپ مورد احترام قرار می‌گرفت).
عمویش، نیکلاس دوم، به برادرش جورج نوشت: «آندروشای او پسری بزرگ و سالم است، اما هنوز هم بسیار زشت است. لطفاً این را به او زنیا نگو.»
در جوانی، قبل از جنگ جهانی اول، شاهزاده آندری به همراه والدینش به اروپا سفر کرد. در بیاریتز، او به عموی بزرگش، شاه ادوارد هفتم، پادشاه بریتانیا، در هتل پالاس پیوست. شاهزاده آندری به نیروی دریایی روسیه پیوست و تحت فرمان پدرش ، گراند دوک الکساندر میخائیلوویچ روسیه، خدمت کرد. بعدها او به عنوان ستوان در گارد شوالیه منصوب شد که سرهنگ کل آن عمویش، امپراتور نیکلاس دوم، بود. درست قبل از انقلاب روسیه، او تنها عضو خانواده‌اش بود که ملکه الکساندرا و چهار دخترش را در آخرین بازدیدشان از کلیساهای نووگورود همراهی کرد. این آخرین باری بود که او آنها را دید.

## انقلاب

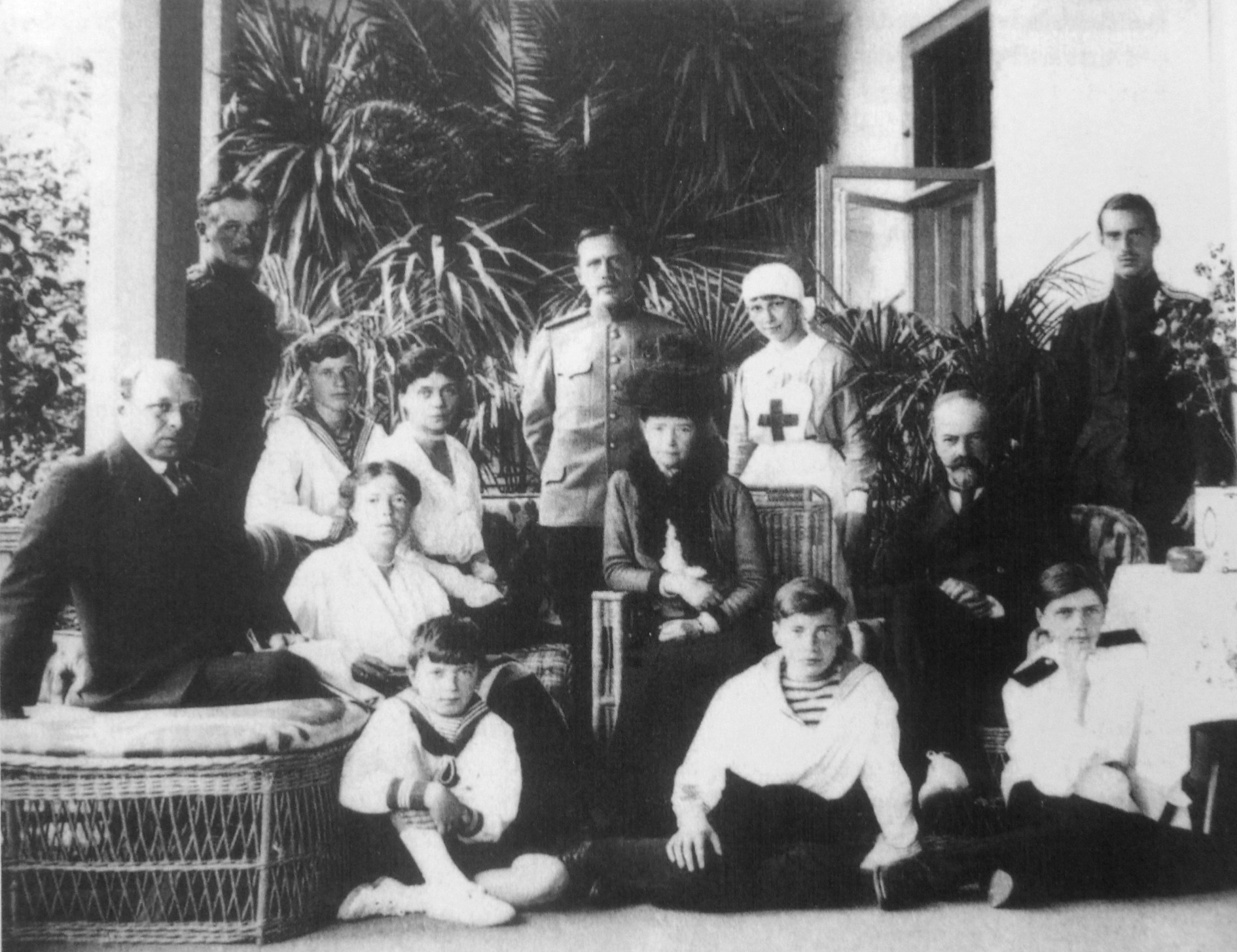
خانواده رومانوف در بازداشت خانگی در آی-تودور، ۱۹۱۷. ایستاده: سرهنگ نیکولای کولیکووسکی، آقای فوگل، اولگا کنستانتینووا واسیلجوا، شاهزاده آندری الکساندروویچ. نشسته: آقای اوربلیانی، شاهزاده نیکیتا، دوشس بزرگ اولگا، دوشس بزرگ زنیا، ملکه بیوه، دوک بزرگ الکساندر. روی زمین: شاهزاده واسیلی، شاهزاده روستیسلاو و شاهزاده دیمیتری.

با سقوط سلطنت روسیه با انقلاب فوریه در سال ۱۹۱۷، شاهزاده آندری به همراه خواهر و برادرها و والدینشان به ملک پدرش در کریمه، آی-تودور، نقل مکان کرد. گروه بزرگی از اعضای خانواده رومانوف در آنجا جمع شدند و سعی کردند از ناآرامی‌های سایر نقاط کشور فرار کنند. در ابتدا، آنها در حالی که دولت موقت روسیه در قدرت بود، بدون مزاحمت زندگی می‌کردند.
در طول این دوره پرآشوب بود که شاهزاده آندری رابطه‌ای را با الیزابتا روفو-ساسو دِی دوچی دی ساسو-روفو دِی پرینسیپی دی سنت آنتیمو، یک زن مطلقه جوان، آغاز کرد. آنها در سال ۱۹۱۶ در سن پترزبورگ با هم آشنا شده بودند. او دختر فابریزیو روفو، دوک ساسو-روفو، و پرنسس ناتالیا الکساندرونا مسچرسکایا (از نوادگان یک خانواده مشهور استروگانوف) بود و با رومانوف‌ها نسبت دوری داشت. الیزابتا از ازدواج اولش با سرلشکر الکساندروویچ فریدریچی (۱۸۷۸–۱۹۱۶) (آنها در سال ۱۹۰۷ ازدواج کرده بودند) یک دختر به نام (الیزابت الکساندرونا فریدریچی) داشت. الیزابتا، از خاندان اشرافی روفو دی کالابریا، پسرعموی ملکه پائولا بلژیک بود.
پس از اینکه الیزابتا باردار شد، این زوج در ۱۲ ژوئن ۱۹۱۸ در کلیسای خانوادگی در آی-تودور با حضور خانواده‌اش، از جمله مادربزرگش، ملکهٔ بیوه، ازدواج کردند. شاهزاده آندری بیست و یک ساله بود و مادربزرگش او را برای ازدواج خیلی جوان می‌دانست، اما والدینش، دوشس بزرگ زنیا و دوک بزرگ الکساندر، اجازهٔ ازدواج را دادند. در این مدت آنها نتوانستند با عموی شاهزاده آندری، آخرین امپراتور حاکم، نیکلاس دوم روسیه، که در تبعید داخلی در اسارت بود، تماس بگیرند. یک ماه بعد، نیکلاس دوم به همراه همسر و فرزندانش در حالی که در ۱۶/۱۷ ژوئیه ۱۹۱۸ در یکاترینبورگ اسیر بودند، کشته شدند. شاهزاده آندری در اواخر عمر به ندرت از آنها صحبت می‌کرد، زیرا خاطرات آن دوران را بسیار دردناک می‌دانست.
وضعیت رومانوف‌ها در کریمه پس از کودتای موفقیت‌آمیز بلشویکی نوامبر ۱۹۱۷ رو به وخامت گذاشت. برای مدتی شاهزاده آندری به همراه والدینش، مادربزرگش ملکه دواگر و تعداد زیادی از دیگر اقوام رومانوف در دولبر، کاخی در کریمه که متعلق به دوک بزرگ پیتر نیکولاویچ روسیه بود، زندانی شد. در سال ۱۹۱۸ روسیه و آلمان هنوز در جنگ بودند. هنگامی که نیروهای آلمانی به شبه جزیره حمله کردند، رومانوف‌های در اسارت را آزاد کردند. در دسامبر ۱۹۱۸، شاهزاده آندری به همراه همسرش که باردار فرزند اولشان بود و پدرش، دوک بزرگ الکساندر میخائیلوویچ، سوار بر کشتی نیروی دریایی سلطنتی اچ‌ام‌اس مارلبرو (۱۹۱۲) روسیه را ترک کرد تا در کنفرانس صلح پاریس شرکت کند. او و پدرش به دنبال حمایت در اروپای غربی برای ارتش سفید بودند.